# Edward Wyllie
Edward Wyllie (1848–1911) byl americký fotograf. Zabýval se fotografováním duchovních jevů, fotografiemi duchů či spirituální fotografií.

## Životopis
Wyllie se narodil v Kalkatě v Indii a v roce 1886 se přestěhoval do Kalifornie, kde pracoval jako fotograf. Zabýval se fotografováním duchovních jevů, fotografiemi duchů či spirituální fotografií. Jeho fotografie duchovního světa však byly pořizovány za pomoci podvodu. V jeho domě byly nalezeny negativy předem zhotovených duchovních snímků. Bylo také zjištěno, že Wyllie prováděl "manipulaci drobných kreseb duchů metodou malování světlem a přidáním na fotografickou desku", ke které se doznal.

## Galerie

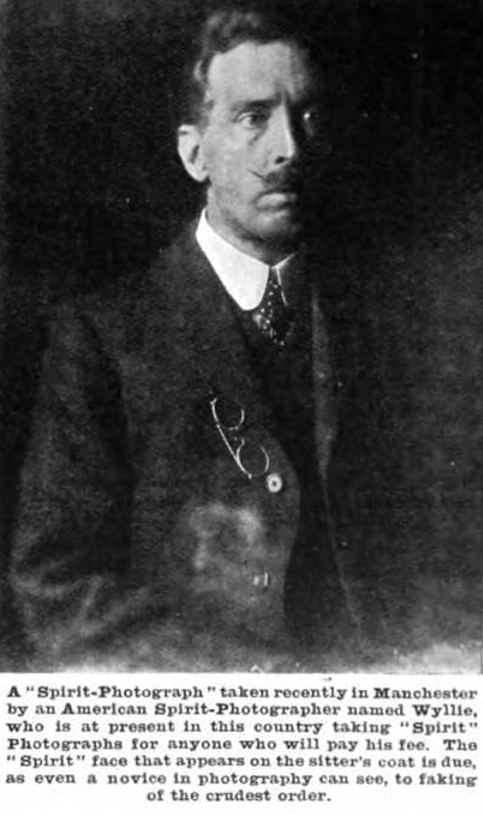